# Denar
Denar je vsak predmet ali preverljiv zapis o sredstvih, ki je splošno sprejet kot plačilo za blago in storitve ter za poplačilo dolgov, na primer davkov, v določeni državi ali družbeno-ekonomskem kontekstu.   Glavne funkcije denarja so: menjalno sredstvo, obračunska enota, hranilnik vrednosti in včasih osnova za obračun odloženega plačila.   Vsak predmet ali preverljiv zapis, ki izpolnjuje te funkcije, se lahko šteje za denar.
Denar je zgodovinsko nov pojav na trgu, ki vzpostavlja zamenjavo za blagovni denar, hkrati pa skoraj vsi sodobni denarni sistemi temeljijo na tiskanem denarju.  Tiskani oziroma s strani države izdani denar, tako kot vsak ček ali dolžniški zapis, nima uporabne vrednosti kot fizično blago. Svojo vrednost pridobi tako, da ga vlada razglasi za zakonito plačilno sredstvo; to pomeni, da ga je treba sprejeti kot obliko plačila znotraj meja države za "vse dolgove, javne in zasebne".  Ponarejeni denar, kot nasprotje, lahko povzroči, da dober denar izgubi vrednost.
Denarna sredstva v državi sestavljajo gotovina (bankovci in kovanci) in, odvisno od posameznih opredelitev, ena ali več vrst bančnega denarja (dobroimetje na bančnih računih, varčevalni računi in druge vrste bančnih računov). Bančni denar, ki ga sestavljajo samo zapisi o imetju (v sodobnem bančništvu večinoma v obliki računalniško podprtih evidenc), tvori daleč največji del denarja v razvitih državah.  
Slovenski tolar, ki ga je sestavljalo 100 stotinov, je nekdanja uradna denarna enota v Republiki Sloveniji in Evropski uniji. Od 28. junija 2004 je bil tolar vezan na evro v ERM II, in sicer je bil tečaj tolarja 1 EUR = 239,64 SIT. 1. januarja 2007 je Slovenija postala članica evroobmočja in je tolarje nadomestila skupna evropska valuta evro.
Denar je vsaka univerzalno vredna stvar, s katero so ljudje pripravljeni trgovati, ko menjalna trgovina ni možna. V izrednih razmerah lahko vlogo denarja prevzame tuja valuta ali cigarete, baker ali posebej dragocena poljščina. Znana je zgodba, da so rudarji v zasebnih kopih mnogokrat trgovali rudo za alkohol, saj je izmenjava pomenila zamudno vožnjo k cenilcu. Gostilničar je prevzel riziko in drugačno plačilo. Za denar se šteje tudi kak drug finančni inštrument, če se zdi vreden. Plačilo je tako opravljeno s menico, čekom, bančno garancijo, materialnim vrednostnim papirjem, zadolžnico. 

## Lastnosti
Denar je po funkciji posredno sredstvo trgovine, enota računovodstva, hranilo vrednosti. Da bi zapolnili te funkcije, mora denar biti:
- izmenjljiv, posamezniki denar lahko zamenjajo za karkoli
- trajen, odporen na obrabo.
- deljiv, do neznatne vrednosti ga je moč uporabiti za deljenje in množenje, računanje
- prenosljiv, ne izgubi ne vrednosti ne koristnosti ob potovanju, lahko se ga prenaša
- sprejemljiv, večina bi sprejela plačilo v tem sredstvu
- redek in zaželen, ponudba mora biti manjša od povpraševanja.[11]

## Denarna ponudba
V gospodinjenju je denar vsak finančni inštrument, ki lahko odigra vlogo denarja. V gospodarstvu se ves ta denar, ki izpolnjuje te pogoje, imenuje denarna ponudba. Denarna ponudba je tako seštevek vseh oblik denarja v gospodarstvu, ki se lahko uporabi za plačilo robe in storitev. Ker to ni samo valuta, temveč tudi različni depoziti in hrambe. To ni možno vedno dobro izmeriti, ekonomisti tako uporabljajo različne kategorije storitev in beleženj, da omogočijo centralni banki neko analizo. Najpogosteje se deli denar na M0, M1, M2 in M3. Ponudba denarja se poveča s tiskanje in kovanjem denarja (M0) in povečano dejavnostjo kreditiranja bank M1/M2. Ko zasebna banka odpre kredit, se sicer pretakajo sredstva, a centralna banka pri tem ne potrebuje tiskati denar, ki je sveže posojen. Poslovna banka je tako v poslovanju zelo samostojna. Takega bančnega ustvarjanja denarja je največ v razvitem delu sveta.

### Likvidnost trgov
Likvidnost trgov je ekonomski kazalnik, ki opisuje, kako hitro se lahko pretvori neko blago v denar ali neko protivrednost. Ker je denar splošno sredstvo izmenjave, meri likvidnost v smislu s koliko denarja razpolaga gospodarstvo, kako hitro se lahko najame kredit ali izprazni kreditna kartica povprečnega ali poslovnega uporabnika. Menjalna trgovina je zamudna, likvidni finančni inštrumenti so cenejši, saj samo dejanje izmenjave ne nosi dodatnih stroškov. Četudi se nespameten nakup pozna kot prepir ali naporno razburjanje med zakonci, v gospodarstvu v imenu učinkovitosti poslovanja stremi ekonomija k minimalni razliki med plačilom za izdelek in izračunano potrato pri uporabi denarnega sredstva.